# プラハ包囲戦 (1757年)
プラハ包囲戦（プラハほういせん、ドイツ語: Belagerung von Prag）は、七年戦争中の1757年5月に行われた、プロイセン王フリードリヒ2世によるオーストリア領のプラハの包囲戦。プラハの戦いの直後に行われた。

## 経過
フリードリヒ2世はプラハの戦いに勝利したが、プロイセン軍の死者が14,300人に上ったためプラハへの急襲はできず、彼は包囲を選んだ。4万のオーストリア軍が篭城し、フリードリヒ2世は兵糧攻めで降伏させようとした。オーストリア軍は大軍であったがすでに消耗しており、ソーティ部隊を送れなかった。フリードリヒは犯罪者クリスティアン・アンドレアス・ケーゼビアを城内の状況を探りに4回派遣したが、彼は4回目の派遣の後に行方不明になった。
レオポルト・フォン・ダウン率いるオーストリア軍が突如北上してきてプロイセン軍の補給線を脅かしたため、フリードリヒ2世は迎撃せざるを得ず（コリンの戦い）、しかも敗れたのでプラハ包囲の続行が不可能になり、彼はボヘミアから引き上げた。

## その後
この戦闘は七年戦争におけるプロイセン軍の勢いの頂点となり、その後の戦闘は戦争のほぼ全期間を通してプロイセン領で行われた。それでもプロイセン軍は翌年再度オーストリア領に侵攻、オルミュッツを包囲したが失敗に終わった。